# Syltekona
Syltekona var ett historiskt yrke. Det stod i medeltidens Stockholm för en kvinna som tillverkade och sålde inälvsmat. Yrket tycks ha försvunnit efter medeltiden, då Sketna Gertrud Syltekona är den sista person med detta yrke som omnämns 1482. 